# Serie B
La Serie B - coneguda per motius de patrocini com a Serie BKT - és la segona competició del sistema de lligues del futbol italià. La competició havia estat organitzada per la Serie A fins a 2011, però des de la temporada 2011-12 es va crear la Lega Nazionale Professionisti Serie B o, més senzillament, Lega B.

## Sistema de joc
Aquesta divisió es compon de 19 clubs, on juguen tots contra tots. Al final, el que obtingui més punts, serà el nou campió de la competició i ascendeix a la Sèrie A. També puja el subcampió, i el tercer si aquest supera en més de 9 punts al 4t classificat. En cas contrari s'ha de jugar el play-off d'ascens.

### Play-Off d'Ascens
Mitjançant aquest sistema es delimita un perímetre de 14 punts per obtenir el dret a jugar-prenent com a referència el tercer classificat. Tots els equips que tinguin menys de 14 punts de diferència amb el tercer poden disputar el play-off arribant com a màxim al 8è classificat, podent estar compost el play-off des de 2 a 6 equips.
- En cas de ser 2 equips (3r i 4t) jugarien una eliminatòria d'anada i tornada i el vencedor ascendeix.
- En cas de ser 3 equips (3r, 4t i 5è), els dos pitjors classificats jugarien a anada i tornada una eliminatòria on sortiria el vencedor que s'enfrontaria al tercer classificat a anada i tornada. El vencedor ascendeix.
- En cas de ser 4 equips (3r, 4t, 5è i 6è). S'enfrontarien a anada i tornada 3r contra 6è i 4t contra 5è i els vencedors disputarien la final, també a anada i tornada amb avantatge de camp per al millor classificat. El vencedor ascendeix.
- En cas de ser 5 equips (3r, 4t, 5è, 6è i 7è). Els equips classificats en 6è i 7è lloc juguen una eliminatòria a partit únic per accedir a les semifinals que es disputarien en el mateix format que amb 4 equips.
- En cas es ser 6 equips (3r, 4t, 5è, 6è, 7è i 8è). S'enfrontarien en un torn preliminar 5è contra 8è i 6è contra 7è a partit únic. Els vencedors s'enfrontarien en semifinals a 3r i 4t en anada i tornada i la final, també a anada i tornada entre els vencedors d'aquestes. El guanyador ascendeix.

En els play-offs no regeix la regla del valor doble dels gols en camp contrari. Tampoc es llancen penals accedint a la següent ronda el millor classificat a la lliga regular. Només a la final, en el cas que tots dos equips quedin igualats en l'eliminatòria i, a més, haguessin acabat amb els mateixos punts a la lliga es llançaria des del punt de penal.

### Playout (Play-Off de Descens)
Els 3 últims descendeixen a la Sèrie C, seguits del antepenúltim sempre que entre aquest i l'equip anterior (posició 18è) hi hagi una diferència de 4 punts. En cas contrari, es disputarà entre el 18 ° i 19 ° una eliminatòria a doble partit, on el perdedor descendeix de categoria.
Ascendeixen els campions dels tres grups de la Sèrie C, i un quart provinent dels play-offs que es disputen en aquesta lliga.
| Equip             | Ciutat                  | Estadi                            | Capacitat |
| ----------------- | ----------------------- | --------------------------------- | --------- |
| Ascoli Calcio     | Ascoli Piceno           | Cino e Lillo Del Duca             | 20.550    |
| Benevento         | Benevento               | Ciro Vigorito                     | 17.554    |
| Chievo Verona     | Verona                  | Marc'Antonio Bentegodi            | 43.000    |
| Cittadella        | Cittadella              | Piercesare Tombolato              | 7.623     |
| Cosenza           | Cosenza                 | San Vito-Gigi Marulla             | 24.209    |
| Cremonese         | Cremona                 | Giovanni Zini                     | 20.461    |
| Crotone           | Crotona                 | Ezio Scida                        | 16.500    |
| Empoli            | Empoli                  | Carlo Castellani                  | 16.800    |
| Frosinone         | Frosinone               | Benito Stirpe                     | 16.125    |
| Juve Stabia       | Castellammare di Stabia | Romeo Menti                       | 13.000    |
| AS Livorno        | Livorno                 | Armando Picchi                    | 19.801    |
| Perugia Calcio    | Perusa                  | Renato Curi                       | 28.000    |
| Pescara           | Pescara                 | Adriàtico- Giovanni Cornacchia    | 20.476    |
| AC Pisa           | Pisa                    | Arena Garibaldi - Romeo Anconetan | 14.869    |
| Pordenone         | Pordenone               | Friuli                            | 25.000    |
| Salernitana       | Salern                  | Arechi                            | 31.300    |
| Spezia            | La Spezia               | Alberto Picco                     | 10.000    |
| Trapani           | Trapani                 | Polisportivo Provinciale          | 7.787     |
| FC Unione Venezia | Venècia                 | Pier Luigi Pienzo                 | 17.500    |
| Virtus Entella    | Chiavari                | Stadio Comunale                   | 5.535     |